# Brennnesselwanze
Die Brennnesselwanze (Heterogaster urticae), auch Brennnessel-Bodenwanze und Nessel-Bodenwanze genannt, ist eine Wanzenart aus der Familie der Heterogastridae.

## Merkmale
Die Tiere werden 5,8 bis 7,3 Millimeter lang. Ihr Kopf und Pronotum ist mit langen und aufgerichteten Haaren versehen. Charakteristisch für die Art ist ihre abwechselnd helle und dunkle Musterung an den Beinen und dem Connexivum. Die Schienen (Tibien) haben drei dunkle Binden.

## Verbreitung
Die Brennnesselwanze ist in der Paläarktis verbreitet und tritt von Westeuropa über Zentralasien bis nach Japan auf, fehlt jedoch im hohen Norden. Die Art ist weit verbreitet und in Mitteleuropa als häufigste Art ihrer Gattung in allen Lebensräumen zu finden. Im Norden ist die Art jedoch seltener, als im Süden. Nach Neuseeland und auf die Chatham-Inseln wurde sie eingeschleppt. Insbesondere im Norden werden sonnenexponierte Bestände der Wirtspflanzen bevorzugt besiedelt, man findet die Wanzen aber auch an schattigen Standorten, wie etwa in Auwäldern.

## Lebensweise
Die Art lebt an Brennnesseln, wovon sich sowohl ihr deutscher, als auch ihr wissenschaftlicher Name ableitet. Man findet sie sowohl an Großer Brennnessel (Urtica dioica), als auch an Kleiner Brennnessel (Urtica urens). Man kann die sehr mobilen Imagines vor der Eiablage aber auch an verschiedensten anderen krautigen Pflanzen und auch auf Gehölzen beobachten. Da die Wanzen nur an den Samen ihrer Wirtspflanzen saugen, werden anders als bei der monözischen Kleinen Brennnessel bei der diözischen Großen Brennnessel nur auf den weiblichen Pflanzen Eier abgelegt. Die Eiablage erfolgt meistens in Haufen von 20 bis 30 Stück, wobei der Haufen mit Sekret verklebt befestigt wird. Seltener werden die Eier in kleineren Gruppen abgelegt.
Die Tiere überwintern einzeln in der Bodenstreu, unter Moos und anderen Pflanzenpolstern und in hohlen Pflanzenstängeln, oder gemeinschaftlich unter loser Rinde und ähnlichem. Wie auch bei den meisten anderen Arten der Gattung legen die Weibchen ihre Eier über einen längeren Zeitraum übers Jahr ab, weswegen man sogar noch im September Larven antreffen kann.